# Johannes Limpidarios
Johannes Limpidarios (auch Livadarios, mittelgriechisch Ἰωάννης Λιμπιδάριος; † nach 1356) war ein byzantinischer Militärführer und Separatist in Thrakien.

## Leben
Über den familiären Hintergrund von Johannes Limpidarios ist nichts bekannt. Nach dem Sieg der Partei von Johannes VI. Kantakuzenos im byzantinischen Bürgerkrieg 1347 diente er als Flottenkommandant dem Despoten Nikephoros II. Dukas, der zwischen 1351 und 1355 apanagierter Statthalter der Hafenstadt Ainos und einiger weiterer thrakischer Städte am Hellespont war.
Als Nikephoros Dukas im Frühling 1356 von Ainos nach Thessalien segelte, um den mit ihm verschwägerten Nemanjiden-Kaiser Simeon Uroš Palaiologos zu vertreiben und sein epirotisches Erbe in Besitz zu nehmen, nutzte Limpidarios die Abwesenheit des Despoten zur Rebellion. Er kehrte mit seinen Schiffen heimlich nach Ainos zurück und brachte die Stadt in seine Gewalt. Die Anhänger des Nikephoros ließ er enteignen, einsperren oder umbringen; dessen Frau Maria Kantakuzene wurde die Flucht zur See nach Konstantinopel gestattet.
Limpidarios etablierte kurzzeitig ein de facto von Konstantinopel unabhängiges Regime in der Hafenstadt, wurde aber noch vor Jahresende 1356 verjagt. Sein weiteres Schicksal ist ungewiss. Ainos fiel in der Folgezeit (spätestens 1376) an den genuesischen Patrizier Francesco I. Gattilusio, seit 1355 Archon von Lesbos.